# Iriéfla
Iriéfla est une localité du centre-ouest de la Côte d'Ivoire, et appartenant au département de Gohitafla, dans la Région de la Marahoué. La localité de Iriéfla est un chef-lieu de commune.
Depuis le 06 mars 2021, Naya Jarvis Zamblé est la députée de la localité.